# Дементьєв Сергій Валерійович
Сергі́й Вале́рійович Деме́нтьєв (нар. 30 травня 1984 — 5 лютого 2016) — старший солдат Збройних сил України, учасник російсько-української війни.

## Життєпис
Народився 1984 року в місті Запоріжжя, до червня 1993-го навчався у запорізькій ЗОШ № 40. 1993 року з мамою і сестрою переїхав на постійне проживання до села Надія Запорізького району. 2000 року закінчив Петропільську ЗОШ, 2002-го — запорізький технікум міста Запоріжжя № 31 за спеціальністю «електрогазозварювальник». Протягом 2002—2003 років служив в ЗСУ, в/ч А3767. Демобілізувавшись, працював різноробом у ПП "Агрофірма «Славутич», на приватному підприємстві будівельником, одночасно заочно навчався в будівельному коледжі, останнє місце роботи — ПП «Еліз» Запорізького району.
13 лютого 2015 року мобілізований, солдат; стрілець 26-ї окремої артилерійської бригади батарея управління. У жовтні 2015 році отримав звання старшого солдата, брав участь у боях. Зазнав поранення, тривалий час лікувався в шпиталі, рідним про це не сповіщаючи; дізналися, коли приїхав додому на реабілітацію. Недолікувавшись, повернувся в частину, у лютому 2016-го мав повертатися додому по ротації.
5 лютого 2016 року загинув внаслідок нещасного випадку поблизу села Віролюбівка Костянтинівського району Донецької області.
7 лютого 2016-го з Сергієм попрощалися жителі територіальної громади Веселівської сільради.
Похований на кладовищі «Св. Миколая» міста Запоріжжя.
Без Сергія лишилися мама Антоніна Володимирівна, син Ярослав 2006 р.н., сестра Тетяна, племінниця Софія.

## Нагороди та вшанування
- орден «За заслуги перед Запорізьким краєм» ІІІ ступеня (21.06.2017, посмертно)[1]
- в червні 2017 відкрито меморіальну дошку на будівлі Петропільської школи.